# 페니 (술)

페니(Fenny)는 코코넛 또는 캐슈 애플 주스로 만든 고아 주의 리큐어이다. 페니의 유명한 브랜드는 '카쇼'(Cashyo), '리얼스'(Reals), '빅 보스'(Big Boss)이다. 고아 주는 자신의 지역에서 생산된 제품에만 '페니'라는 용어를 사용할 수 있는 독점 권리의 허용을 위해 지리적 표시에 등록하였다.

## 같이 보기
- 봄베이 사파이어